# 글로리오소 제도
글로리오소 제도(프랑스어: Îles Glorieuses)는 5km2에 달하는 섬과 암초로 이루어진 군도이다. 글로리오소 제도는 프랑스령 인도양 군도에 속하여 프랑스가 점령하고 있으며, 코모로, 마다가스카르와 영토 분쟁 중이다. 과거 세이셸도 영유권을 주장했으나 현재는 철회한 상태이다.

## 역사
글로리오소 제도는 아랍 항해자들이 최초로 발견한 것으로 추정된다. 그러나 최초로 정착하고 명명한 것은 1880년 그랑 드 글로리오소섬에 코코넛 농장을 세운 프랑스인 히폴리트 칼토이다. 글로리오소 제도는 1892년 프리모제호의 선장인 리샤르가 공식적으로 영유권을 주장하면서 프랑스령이 되었다. 1895년 글로리오소 섬은 마요트에 편입되었다.
글로리오소 제도에서는 주로 달베르기아 마리티마, 테스페시아 포풀네아, 반얀나무 및 기타 대형 토종 나무가 서식하며, 이 나무들은 대부분 프랑스가 정착지와 농장을 건설한 후 벌목되었다.
1955년, 프랑스는 그랑드 글로리외즈섬에 임시 기상관측소를 설치했다. 기상관측소는 사이클론 기간인 10월부터 4월까지만 운영되었다. 1960년 그랑드 글로리외즈섬의 기상관측소는 상시 운영으로 바뀌었으며 오늘날에는 자동으로 운영된다.
1914년부터 1958년까지 세이셸의 회사들은 섬의 개발권을 부여받았다. 글로리오소 제도는 프랑스령 마다가스카르의 일부가 아니었지만 마다가스카르는 1972년 이래 이 제도에 대한 영유권을 주장해 왔다. 코모로 또한 마요트와 글로리오소 제도에 대한 영유권을 주장 중이다.  세이셸은 2001년 프랑스-세이셸 해상 경계 협정을 맺고 영유권 주장을 철회했다.
2012년 프랑스는 섬의 멸종 위기 동식물을 보호하기 위해 해양보호구역인 글로리오소 제도 해양 자연 공원을 설립했다.

## 지리
글로리오소 제도는 각각 그랑드 글로리외즈섬와 일뒤리섬으로 불리는 두 개의 섬으로 구성되어 있다. 또한 썰물 때 드러나는 두 개의 사빈과 로셰 베르테, 일오크라베라고 불리는 두 개의 바위섬도 위치해있다. 이 섬들은 산호초와 석호를 형성한다.  글로리오소 제도에서 가장 큰 그랑드 글로리외즈섬은 지름 3km의 섬이며, 코코넛 농장 유적과 카수아리나 나무들로 인해 푸르게 보인다.
일뒤리섬은 그랑드 글로리외즈섬에서 북동쪽으로 약 8km 떨어진 곳에 위치해있다. 일뒤리섬의 길이는 약 600m이며, 사구와 관목 숲, 작은 맹그로브 숲이 위치한다. 과거에는 인산염 채굴이 진행되기도 하였다.
글로리오소 제도는 48,350km2의 배타적 경제 수역을 가지고 있다. 각 섬에는 정박지가 있으며, 그랑드 글로리외즈섬에는 1,300m 길이의 활주로와 프랑스 외인부대가 주둔하고 있는 기상 관측소가 있다.

## 기후
기후는 열대 기후이며 10월부터 4월까지는 사이클론 기간이다.

## 식생
일뒤리섬은 철새들의 둥지이며, 모잠비크 해협의 바다거북들은 해변에 산란한다. 바다에서는 혹등고래와 고래상어가 나타나기도 한다.
글로리오소 제도에서는 주로 달베르기아 마리티마, 테스페시아 포풀네아, 반얀나무 및 기타 대형 토종 나무가 서식하나 대부분 벌목되었다.
프랑스는 글로리오소 제도 해양 자연 공원을 설립하여 글로리오소 제도의 식생을 보호하기 위한 노력을 진행중이다.

## 같이 보기
- 프랑스령 인도양 군도
- 글로리오소 제도 해양 자연 공원